# Damián Stazzone
Damián Stazzone (Buenos Aires, 31 de enero de 1986) es un entrenador y exjugador de fútbol sala argentino. Jugaba en la posición de defensor. Fue miembro del combinado argentino que se consagró campeón en la Copa Mundial de 2016.

## Trayectoria
Al igual que muchos niños argentinos de las grandes zonas urbanas, Stazzone jugó al baby fútbol durante su niñez. Gracias a ello fue reclutado a sus 13 años por el club San Lorenzo de Almagro para que formara parte de su equipo juvenil de fútbol sala.
Hizo su debut con la escuadra profesional en 2004. Mejoró su nivel año a año, hasta que en 2010 recibió la primera convocatoria para integrar la selección de Argentina, lo que le dio proyección internacional. 
En 2011 dejó San Lorenzo de Almagro por un conflicto con sus dirigentes y, luego de un breve paso por Ciencia y Labor, partió hacia Italia, donde jugó las siguientes dos temporadas en equipos de la Serie B. En ese lapso regresó al país para actuar brevemente como refuerzo de América del Sud y Alvear.
Retornó a San Lorenzo de Almagro en 2014 y fue designado capitán. Lideró a su escuadra en la conquista de dos ediciones del Campeonato de Futsal AFA (2018 y 2019), de la Copa Argentina de Futsal de 2018, de la Liga Nacional de Futsal Argentina de 2019 y de la Copa Libertadores de Futsal 2021.
A mediados de 2021 dejó al club para retornar a Italia, fichado esta vez por el Comprensorio Medio Basento de la Serie A. Pero un año después, tras la desafiliación de su equipo de la categoría máxima del fútbol sala profesional italiano, volvió a vestir los colores de San Lorenzo de Almagro.
Cerró su último ciclo como jugador obteniendo dos veces más el Campeonato de Futsal AFA en 2022 y 2023.
Empezó a trabajar como entrenador antes de retirarse, dirigiendo a la selección de fútbol sala sub-20 de Argentina.

### Clubes
| Club                       | País      | Año         |
| -------------------------- | --------- | ----------- |
| San Lorenzo de Almagro     | Argentina | 2004 - 2011 |
| Ciencia y Labor            | Argentina | 2011        |
| Sporting Sala Consilina    | Italia    | 2011 - 2012 |
| América del Sud            | Argentina | 2012        |
| Latina Calcio a 5          | Italia    | 2012 - 2013 |
| Alvear                     | Argentina | 2013        |
| San Lorenzo de Almagro     | Argentina | 2014 - 2021 |
| Comprensorio Medio Basento | Italia    | 2021 - 2022 |
| San Lorenzo de Almagro     | Argentina | 2022 - 2024 |

## Selección nacional
Stazzone jugó para la selección de fútbol sala de Argentina entre 2010 y 2021. 
Disputó tres veces la Copa Mundial de Futsal, siendo campeón de la misma en 2016 y subcampeón en 2021.
Fue campeón de la Copa América de Futsal en 2015 y subcampeón en 2017.